# Javier Gilabert
Javier Gilabert (Granada, 1973) es diplomado en Ciencias de la Educación (inglés). Aunque hadesempeñado diversos oficios, se ha dedicado a la docencia y, desde 1998, es maestro Avemariano. También posee una larga trayectoria como dinamizador sociocultural, destacando su trabajo en ese sentido con los también poetas granadinos Fernando Jaén y Gerardo Rodríguez Salas. En lo que a divulgación cultural se refiere, colabora con la revistas ‘Efe Eme’, ‘Lumbre’ y en secretOlivo ha conducido las secciones de entrevistas “Prensado en frío” en solitario, y “Entre2vistas” junto con Fernando Jaén. En la actualidad lleva la sección de entrevistas “Primera Impresión” en la revista digital de cultura culturamas. Asimismo, ha publicado reseñas de libros en revistas como Quimera, Barcarola o Infolibre. También colabora con la revista musical Efe Eme con entrevistas, críticas de discos y crónicas de conciertos. Junto con los poetas Gerardo Rodríguez Salas y Fernando Jaén es creador y coordinador del Premio de Nacional de Poesía “Ciudad de Churriana”, y selector y editor de diversas antologías poéticas.

## Trayectoria
Autor de PoeAmario (Ed. Círculo Rojo) cuyos beneficios donó íntegramente al Fondo Solidario Avemariano, y de En los estantes (Ed. Esdrújula, 2019), libro finalista en el II Premio Esdrújula de Poesía, de AMaría (plaquette; Cuadernos del Montevives, 2020) y a cuatro manos, de otros dos: el primero, con el poeta malagueño Diego Medina Poveda, Sonetos para el fin del mundo conocido (Ed. Esdrújula, 2021), un proyecto poético-solidario a beneficio de Médicos del Mundo, y Bajo el signo del Cazador (Olé Libros, 2021), junto con Fernando Jaén, que resultó finalista en el XXXV Premio Villa de Peligros. En 2022 su libro Todavía el asombro le valió el XV Premio Internacional de Poesía ‘Blas de Otero-Ángela Figuera’ de la Villa de Bilbao. En 2024 publicó La vida ahora en la colección “Manantial” del Ayuntamiento de Priego de Córdoba.
Es copromotor junto a Alicia Choin de la Antología de textos contra la violencia machista Granada no se calla (Esdrújula, 2018). Junto a Fernando Jaén y Gerardo Rodríguez Salas coeditó Versos al amor de la Lumbre, número monográfico de la Revista Lumbre sobre la poesía granadina que incluye poemas inéditos de más de un centenar de poetas. Asimismo, de nuevo con Fernando Jaén y Gerardo Rodríguez Salas, y sumando a Juan José Castro Martín, ha antologado y coeditado Para decir amor, sencillamente, una antología-homenaje dedicada a Rafael Guillén, y también con F. Jaén y G. Rodríguez Salas, La satisfacción del deber cumplido: 100 años sin Andrés Manjón (Esdrújula Ediciones, 2023), una nueva antología, en este caso en homenaje al fundador de las Escuelas del Ave María, ocupándose junto a ellos de la selección y de la edición. En 2024, formando equipo con Olga Elwes, Fernando Jaén, Arancha Moreno y Jordi Vadell ideó El tiempo, lo soñado y lo real: homenaje a José Ignacio Lapido (Comares, 2024), libro en el que más de setenta músicos, periodistas, artistas plásticos, poetas y narradores escriben textos inspirados en las canciones del músico granadino, con motivo de la celebración de los 25 años de su carrera en solitario. La presentación del libro llevó aparejado el concierto “Versionando a Lapido” el 8/03/24 en el Teatro Caja Granada, con más de 70 músicos en escena y 800 espectadores, que también coorganizó junto con Nicolás Hernández-Carrillo (El Hombre Garabato) y Jordi Vadell. También en 2024 ve la luz Las noches de insomnio (Roca Editorial, 2024), firmado por Juan José Ibáñez y en él participa con un capítulo titulado “Una mutación: 30 años en 12+1 canciones” (pp. 160 a 221). En marzo de 2025 vio la luz Orillas de los ríos (El Envés Editoras), antología personal del poeta alcalaíno Tomás Hernández Molina, de la que es promotor y coeditor.
Entre las actividades relacionadas con el activismo cultural destaca la creación y coordinación —de nuevo junto a Fernando Jaén y Gerardo Rodríguez- del Premio Nacional de Poesía Ciudad de Churriana, uno de los pocos a nivel nacional que premian a un libro de poesía ya publicado y a la editorial de dicho libro, y de “Vega Poética”, el festival de poesía paralelo a dicho premio. Junto a los mismos autores fue el promotor de la iniciativa ‘Poesía a tus pies’ (Día Mundial de la Poesía, Granada, 2019), o del homenaje al grupo poético Versos al Aire Libre (D. M. de la Poesía 2023), y de recitales como ‘Recordando a Rafael Guillén’ (Centro de Lenguas Modernas, 2024) o ‘Recordando a Elena Martín Vivaldi’ (C.L.M., 2025).
Ha colaborado con el Festival Internacional de Poesía de Granada, tanto en la extensión provincial como en la parte dedicada al público infantil.
Algunos de sus poemas han sido incluidos en revistas como Anáfora, Zenda, Piedra de Molino, Cuadernos de Humo, Oculta Lit, Estación Poesía, Nayagua, Crátera, 21 Versos, Ítaca, Dos Orillas, Alhucema, Luz Cultural, Lumbre, La Libélula Vaga, La Ballesta de Papel o SecretOlivo y en la Fonoteca de Poesía Española (The Books Movie).
Ha participado como ponente en las I Jornadas sobre violencia de Género organizadas por el Departamento de Didáctica y Organización Escolar de la Facultad de Ciencias de la Educación de la Universidad de Granada (diciembre 2018), como docente en las Jornadas Universitarias del Pirineo (julio, 2021) y en el I Congreso Internacional por la Recuperación de la Literatura Escrita por Mujeres (diciembre 2021) y e el I Congreso Internacional sobre Rafael Alberti (noviembre2024).
Ha participado en multitud de recitales y festivales de poesía, tales como el Festival Internacional de Poesía de Granada, Poesía en el Laurel, La Caja de Lot, celebración del Día Mundial de la Poesía (Granada Ciudad de Literatura UNESCO, varias ediciones), charlas, recitales y mesas redondas organizadas por el Centro Andaluz de las Letras, y otras presentaciones, como en el Festival de Novela Negra “Granada Noir”.
Ha actuado como Jurado en el Premio de Poesía Infantil “El Príncipe Preguntón” (Diputación de Granada (ediciones XVII y XVIII).

## Obra Poética

### Plaquettes
- AMaría (Cuadernos del Montevives, 2020)

### Poemarios
- PoeAmario (Ed. Círculo Rojo, 2017)
- En los estantes (Ed. Esdrújula, 2019)
- Sonetos para el fin del mundo conocido (Ed. Esdrújula, 2021), junto con Diego Medina Poveda
- Bajo el signo del Cazador (Olé Libros, 2021), junto con Fernando Jaén
- Todavía el asombro (Editorial del Gallo de Oro, 2023)
- La vida ahora (Colección “Manantial”. Ayuntamiento de Priego de Córdoba, 2024)

### Inclusión en antologías
- Granada no se calla (Esdrújula Ediciones, 2018)
- Caballo del Alba (Diputación de Granada, 2018)
- De la nieve al trigo (Calambur, 2019)
- Versos al amor de la Lumbre (Revista Lumbre, 2020)
- Poemas en tiempos de cuarentena (Ayto. Albolote, 2020)
- Poemas del confinamiento (Entorno Gráfico, 2020)
- El camino de las estrellas (Lastura, 2021)
- Para decir amor, sencillamente (Diputación de Granada, 2021)
- La satisfacción del deber cumplido. 100 años sin Andrés Manjón (Esdrújula Ediciones, 2023)
- DAFNE: metamorfosis (Imprenta Poyatos, 2023)
- Humuvia (Alhulia, 2024)
- Autorretratos Poéticos (Cuadernos del Laberinto, 2024)
- El tiempo, lo soñado y lo real: homenaje a José Ignacio Lapido (Comares, 2024)
- Poemas para Sierra Nevada y la Alpujarra (Siglos XI a XXI) (Comares, 2024)

## Galardones
- XV Premio Internacional de Poesía ‘Blas de Otero-Ángela Figueras’ de la Villa de Bilbao. Bilbao, 2022.[1]
- X Premio de Poesía de la Universidad de Deusto. San Sebastián, 2021[2]
- XXXII Premio Nacional de Poesía “Isabel Ovín”. Carmona, Sevilla, 2023[3]
- Finalista del II Premio de Poesía Esdrújula. (Granada, 2018)[4]
- Finalista del I Premio Pulchrum de Poesía. (Madrid, 2020)[5]
- Finalista del XXXV Premio Villa de Peligros. (Granada, 2021)[6]
- Finalista del Premio Internacional “Dama de Baza”. (Baza, Granada, 2022)[7]
- Finalista del I Premio “Ut pictura poesis” (Revista Anáfora), Oviedo, 2024